# Heuvelschiffornis
De heuvelschiffornis (Schiffornis aenea) is op grond van DNA-onderzoek afgesplitst van de bruinvleugelschiffornis (S. turdina). Het is een zangvogel uit de familie Tityridae.

## Verspreiding en leefgebied
De soort komt voor in het midden van Ecuador en het noorden van Peru.